# Susanne Falk
Susanne Swantje Falk (* 29. September 1976 in Kappeln) ist eine deutsche Schriftstellerin.

## Leben
Susanne Falk wurde 1976 als jüngstes von vier Kindern in Kappeln, Schleswig-Holstein, geboren. 1996 machte sie ihr Abitur an der Kurt-Tucholsky-Schule in Flensburg. Sie studierte Germanistik an den Universitäten Rostock und Wien und schloss 2002 mit einer Arbeit über die „Arisierung“ eines Wiener Zeitungsverlags ab. 2008 promovierte sie an der Universität Wien über den Schriftsteller und Journalisten Hans Habe. Von 1998 bis 1999 lebte sie in Rom, seit 1999 in Wien.
Ihre Romane erschienen im Rowohlt Verlag und dem Wiener Picus Verlag. Neben Romanen und Kurzprosa veröffentlicht sie auch Theaterstücke im Thomas Sessler Verlag.
Susanne Falk ist verheiratet, hat zwei Kinder und lebt in Wien. Sie ist, genau wie Jörg Hilbert und die Schauspieler Horst und Christopher Buchholz, eine direkte Nachfahrin des Bildhauers Ernst Rietschel.

## Werke

### Wissenschaftliche Werke
- Die „Arisierung“ Wiener Zeitungsverlage: Das Verlagshaus Canisiusgasse 8–10. Driesen, Taunusstein 2003, ISBN 3-936328-04-8 (Diplomarbeit, Universität Wien, 2002).
- Hans Habe: Journalist und Schriftsteller. Dissertation, Universität Wien, 2008.
- Franz Theodor Csokor an der dalmatinischen Küste und in Italien. In: Christina Köstner, Klaus Voigt (Hrsg.): Österreichisches Exil in Italien: 1938–1945. Mandelbaum-Verlag, Wine 2009, ISBN 978-3-85476-281-2, S. 177 ff.

### Bücher
- Das Wunder von Treviso. Roman. Kindler, Reinbek bei Hamburg 2011, ISBN 978-3-463-40600-8.
- Schöne Tage in Weimar, Roman. Kindler, Reinbek bei Hamburg 2013, ISBN 978-3-463-40630-5.
- Liebe in Schwarzbunt, Roman. rororo, Reinbek bei Hamburg 2015, ISBN 978-3-499-26899-1.
- Liebe aus Nordnordost, Roman. rororo, Reinbek bei Hamburg 2016, ISBN 978-3-499-27046-8.
- Anatol studiert das Leben, Roman. Picus Verlag, Wien 2018, ISBN 978-3-7117-2065-8.
- Fast ein Märchen. 24 Weihnachtsgeschichten. Picus Verlag, Wien 2019. ISBN 978-3-7117-2081-8.
- Johanna spielt das Leben. Roman. Picus Verlag, Wien 2021. ISBN 978-3-7117-2100-6.
- Froh und munter: Weihnachtsgeschichten. Diogenes Verlag, Zürich 2021. ISBN 978-3257246056.
- Fast ein Idyll. Halbwegs wahre Geschichten. Picus Verlag, Wien 2022. ISBN 978-3-7117-2118-1.